# Beautiful Trauma World Tour
Tournées par Pink
The Truth About Love Tour
(2013–2014) Summer Carnival
(2023-2024)

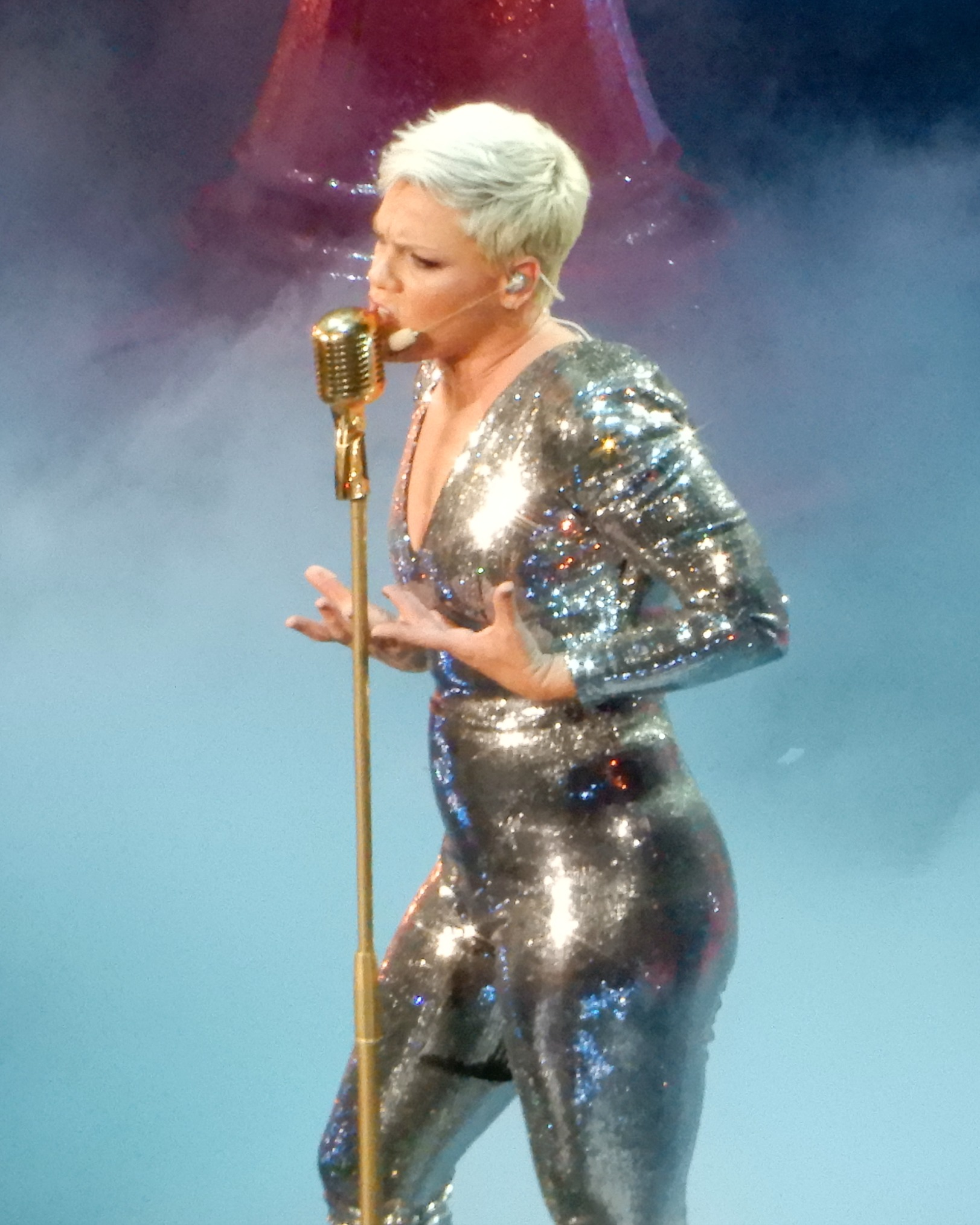
L'artiste Pink.

Le Beautiful Trauma World Tour est la septième tournée internationale de la chanteuse américaine Pink, basée sur son septième album studio Beautiful Trauma. Avec des recettes qui atteignent 397.3 millions de dollars et plus de 3 millions de billets vendus, cette tournée est la dixième tournée la plus rentable de l’histoire du Billboard Boxscore et la plus lucrative pour une femme depuis le Sticky & Sweet Tour de Madonna en 2008-2009. La chanteuse a annoncé la tournée le 5 octobre 2017.
Une tournée d'été promotionnelle a eu lieu en 2017, aussi bien en Europe qu'en Amérique du Nord.
 C'est lors de cette tournée, à Berlin, qu'elle chante pour la première fois le premier single What About Us de l'album à venir. Au Canada, son concert du 8 juillet 2017 à Québec a pu être vécu en réalité virtuelle.

## Tournée promotionnelle (2017)

### Liste des chansons de la tournée promotionnelle
| Avant Berlin (11 août 2017) | À partir de Berlin (11 août 2017) |
| --- | --- |
| 1. Get the Party Started 2. U + Ur Hand 3. Just Like a Pill 4. Trouble 5. Leave Me Alone (I'm Lonely) 6. Try 7. Just Give Me a Reason 8. How Come You're Not Here 9. mashup Funhouse / Just a Girl 10. Who Knew 11. Fuckin' Perfect 12. Me and Bobby McGee (reprise de Kris Kristofferson) 13. Babe I'm Gonna Leave You (reprise de Joan Baez) 14. Sober 15. River (reprise de Bishop Briggs) 16. Just Like Fire 17. Blow Me (One Last Kiss) 18. Raise Your Glass Encore So What | 1. Get the Party Started 2. U + Ur Hand 3. Just Like a Pill 4. Trouble 5. What About Us 6. Leave Me Alone (I'm Lonely) 7. Try 8. Just Give Me a Reason 9. How Come You're Not Here 10. mashup Funhouse / Just a Girl 11. Who Knew 12. Fuckin' Perfect 13. Me and Bobby McGee (reprise de Kris Kristofferson) 14. Babe I'm Gonna Leave You (reprise de Joan Baez) 15. Sober 16. River (reprise de Bishop Briggs) 17. Just Like Fire 18. Blow Me (One Last Kiss) 19. Raise Your Glass Encore So What |

### Dates et lieux de la tournée promotionnelle
| Date              | Ville            | Pays                | Lieu                               | Festival                         |
| Amérique du Nord  | Amérique du Nord | Amérique du Nord    | Amérique du Nord                   | Amérique du Nord                 |
| ----------------- | ---------------- | ------------------- | ---------------------------------- | -------------------------------- |
| 2 juillet 2017    | Milwaukee        | États-Unis          | Henry Maier Festival Park (en)     | Summerfest (en)                  |
| 8 juillet 2017    | Québec           | Canada              | Plaines d'Abraham                  | Festival d'été de Québec         |
| 9 juillet 2017    | Ottawa           | Canada              | —                                  | Ottawa Bluesfest                 |
| 12 juillet 2017   | Atlantic City    | États-Unis          | —                                  | BeachFest (en)                   |
| Europe            |                  |                     |                                    |                                  |
| 9 août 2017       | Budapest         | Hongrie             | Île d'Óbuda                        | Sziget Festival                  |
| 11 août 2017      | Berlin           | Allemagne           | Waldbühne                          | —                                |
| 12 août 2017      | Berlin           | Allemagne           | Waldbühne                          | —                                |
| 19 août 2017      | Chelmsford       | Royaume-Uni         | Hylands Park                       | V Festival                       |
| 20 août 2017      | Stafford         | Royaume-Uni         | Weston Park                        | V Festival                       |
| Amérique du Nord  |                  |                     |                                    |                                  |
| 6 septembre 2017  | Los Angeles      | États-Unis          | —                                  | Apple Music Show (concert privé) |
| 9 septembre 2017  | Chicago          | États-Unis          | Hollywood Casino Amphitheatre (en) | —                                |
| 16 septembre 2017 | San Diego        | États-Unis          | Kaaboo del Mar                     | KAABOO Experience                |
| 22 septembre 2017 | Las Vegas        | États-Unis          | T-Mobile Arena                     | iHeartRadio Music Festival (en)  |
| Asie              |                  |                     |                                    |                                  |
| 21 novembre 2017  | Abou Dabi        | Émirats arabes unis |                                    | Grand Prix de Formule 1          |
| Europe            |                  |                     |                                    |                                  |
| 5 décembre 2017   | Paris            | France              | Élysée-Montmartre                  | NRJ Music Tour                   |
| 9 décembre 2017   | Berlin           | Allemagne           | concert privé                      | concert privé                    |

## Beautiful Trauma World Tour (2018-2019)

### Première partie
- Kid Cut Up : tous les concerts d'Amérique du Nord en 2018[5], ainsi que l'Australie et la Nouvelle-Zélande.
- Bleachers : Amérique du Nord (du 20 mars au 9 avril et les 16 et 17 avril).
- The Rubens (en) : Australie[6].
- Vance Joy : concerts européens en 2019[réf. nécessaire].
- Bang Bang Romeo : concerts européens en 2019[réf. nécessaire].

### Troupe
| - P!nk : chant, danse, acrobaties - Jason Chapman : direction musicale, arrangements et synthétiseur - Justin Derrico : guitare - Adriana Balic : guitare, synthétiseur et voix - Eva Gardner : basse, contrebasse - Mark Schulman : batterie - Jessy Greene : violon, violoncelle - Stacy Campbell : voix - Jenny Douglas Mc-Rae : voix | - Loriel Hennington - Reina Hildago - Justine Lutz - Tracy Shibata - Madelyne Spang - Rémi Bakkar - Khasan Brailsford - Jason Glover - Jeremy Hudson - Anthony Westlake |

### Liste des chansons
| 2018 | 2019 Amérique du Nord | 2019 Europe |
| --- | --- | --- |
| 1. Get the Party Started 2. Beautiful Trauma 3. Just Like a Pill 4. Who Knew 5. Revenge 6. mashup Funhouse / Just a Girl 7. Smells Like Teen Spirit (reprise de Nirvana) 8. Secrets 9. Try 10. Just Give Me a Reason 11. I'm Not Dead 12. Just Like Fire 13. What About Us 14. For Now 15. Barbies 16. I Am Here 17. Fuckin' Perfect 18. Raise Your Glass 19. Blow Me (One Last Kiss) Encore 1. So What 2. Glitter in the Air | 1. Get the Party Started 2. Beautiful Trauma 3. Just Like a Pill 4. Who Knew 5. Revenge 6. mashup Funhouse / Just a Girl 7. Smells Like Teen Spirit, puis Hustle à partir du mois d'avril 8. Secrets 9. Try 10. Just Give Me a Reason 11. Walk Me Home 12. Just Like Fire 13. What About Us 14. For Now 15. Barbies 16. I Am Here 17. Fuckin' Perfect 18. Raise Your Glass 19. Blow Me (One Last Kiss) Encore 1. So What 2. Glitter in the Air | 1. Get the Party Started 2. Beautiful Trauma 3. Just Like a Pill 4. Who Knew 5. mashup Funhouse / Just a Girl 6. Hustle 7. Secrets 8. Try 9. Just Give Me a Reason 10. Just Like Fire 11. River (reprise de Bishop Briggs) 12. What About Us 13. For Now 14. 90 Days (en duo avec Wrabel) 15. Time After Time (reprise de Cyndi Lauper) 16. Walk Me Home 17. I Am Here 18. Fuckin' Perfect 19. Raise Your Glass 20. Blow Me (One Last Kiss) 21. Can We Pretend Encore 1. So What 2. Glitter in the Air |

### Dates et lieux du Beautiful Trauma World Tour
| Date                       | Ville                      | Pays                       | Lieu                                 |
| Étape 1 - Amérique du Nord | Étape 1 - Amérique du Nord | Étape 1 - Amérique du Nord | Étape 1 - Amérique du Nord           |
| -------------------------- | -------------------------- | -------------------------- | ------------------------------------ |
| 1er mars 2018              | Phoenix                    | États-Unis                 | Talking Stick Resort Arena           |
| 3 mars 2018                | Wichita                    | États-Unis                 | Intrust Bank Arena                   |
| 5 mars 2018                | Tulsa                      | États-Unis                 | BOK Center                           |
| 6 mars 2018                | Lincoln                    | États-Unis                 | Pinnacle Bank Arena                  |
| 9 mars 2018                | Chicago                    | États-Unis                 | United Center                        |
| 10 mars 2018               | Chicago                    | États-Unis                 | United Center                        |
| 12 mars 2018               | Saint Paul                 | États-Unis                 | Xcel Energy Center                   |
| 14 mars 2018               | Saint-Louis                | États-Unis                 | Scottrade Center                     |
| 15 mars 2018               | Kansas City                | États-Unis                 | Sprint Center                        |
| 17 mars 2018               | Indianapolis               | États-Unis                 | Bankers Life Fieldhouse              |
| 18 mars 2018               | Grand Rapids               | États-Unis                 | Van Andel Arena                      |
| 20 mars 2018               | Toronto                    | Canada                     | Air Canada Centre                    |
| 21 mars 2018               | Toronto                    | Canada                     | Air Canada Centre                    |
| 27 mars 2018               | Louisville                 | États-Unis                 | KFC Yum! Center                      |
| 28 mars 2018               | Cleveland                  | États-Unis                 | Quicken Loans Arena                  |
| 4 avril 2018               | New York                   | États-Unis                 | Madison Square Garden                |
| 5 avril 2018               | New York                   | États-Unis                 | Madison Square Garden                |
| 7 avril 2018               | Pittsburgh                 | États-Unis                 | PPG Paints Arena                     |
| 9 avril 2018               | Boston                     | États-Unis                 | TD Garden                            |
| 10 avril 2018              | Boston                     | États-Unis                 | TD Garden                            |
| 13 avril 2018              | Philadelphie               | États-Unis                 | Wells Fargo Center                   |
| 14 avril 2018              | Newark                     | États-Unis                 | Prudential Center                    |
| 16 avril 2018              | Washington                 | États-Unis                 | Capital One Arena                    |
| 17 avril 2018              | Washington                 | États-Unis                 | Capital One Arena                    |
| 19 avril 2018              | Charlottesville            | États-Unis                 | John Paul Jones Arena                |
| 21 avril 2018              | Atlanta                    | États-Unis                 | Philips Arena                        |
| 24 avril 2018              | Orlando                    | États-Unis                 | Amway Center                         |
| 25 avril 2018              | Sunrise                    | États-Unis                 | BB&T Center                          |
| 28 avril 2018              | Houston                    | États-Unis                 | Toyota Center                        |
| 29 avril 2018              | Houston                    | États-Unis                 | Toyota Center                        |
| 1er mai 2018               | Dallas                     | États-Unis                 | American Airlines Center             |
| 2 mai 2018                 | Dallas                     | États-Unis                 | American Airlines Center             |
| 8 mai 2018                 | Denver                     | États-Unis                 | Pepsi Center                         |
| 9 mai 2018                 | Salt Lake City             | États-Unis                 | Vivint Smart Home Arena              |
| 12 mai 2018                | Vancouver                  | Canada                     | Rogers Arena                         |
| 13 mai 2018                | Seattle                    | États-Unis                 | KeyArena                             |
| 15 mai 2018                | Portland                   | États-Unis                 | Moda Center                          |
| 18 mai 2018                | Oakland                    | États-Unis                 | Oracle Arena                         |
| 19 mai 2018                | Oakland                    | États-Unis                 | Oracle Arena                         |
| 22 mai 2018                | Fresno                     | États-Unis                 | Save Mart Center                     |
| 23 mai 2018                | Ontario                    | États-Unis                 | Citizens Business Bank Arena         |
| 25 mai 2018                | Anaheim                    | États-Unis                 | Honda Center                         |
| 26 mai 2018                | Las Vegas                  | États-Unis                 | T-Mobile Arena                       |
| 28 mai 2018                | San Diego                  | États-Unis                 | Valley View Casino Center            |
| 31 mai 2018                | Los Angeles                | États-Unis                 | Staples Center                       |
| 1er juin 2018              | Inglewood                  | États-Unis                 | The Forum                            |
| Étape 2 - Océanie          |                            |                            |                                      |
| 3 juillet 2018             | Perth                      | Australie                  | Perth Arena                          |
| 4 juillet 2018             | Perth                      | Australie                  | Perth Arena                          |
| 6 juillet 2018             | Perth                      | Australie                  | Perth Arena                          |
| 7 juillet 2018             | Perth                      | Australie                  | Perth Arena                          |
| 10 juillet 2018            | Adélaïde                   | Australie                  | Adelaide Entertainment Centre        |
| 11 juillet 2018            | Adélaïde                   | Australie                  | Adelaide Entertainment Centre        |
| 13 juillet 2018            | Adélaïde                   | Australie                  | Adelaide Entertainment Centre        |
| 14 juillet 2018            | Adélaïde                   | Australie                  | Adelaide Entertainment Centre        |
| 16 juillet 2018            | Melbourne                  | Australie                  | Rod Laver Arena                      |
| 17 juillet 2018            | Melbourne                  | Australie                  | Rod Laver Arena                      |
| 19 juillet 2018            | Melbourne                  | Australie                  | Rod Laver Arena                      |
| 20 juillet 2018            | Melbourne                  | Australie                  | Rod Laver Arena                      |
| 22 juillet 2018            | Melbourne                  | Australie                  | Rod Laver Arena                      |
| 23 juillet 2018            | Melbourne                  | Australie                  | Rod Laver Arena                      |
| 25 juillet 2018            | Melbourne                  | Australie                  | Rod Laver Arena                      |
| 27 juillet 2018            | Melbourne                  | Australie                  | Rod Laver Arena                      |
| 28 juillet 2018            | Melbourne                  | Australie                  | Rod Laver Arena                      |
| 4 août 2018                | Sydney                     | Australie                  | Qudos Bank Arena                     |
| 11 août 2018               | Sydney                     | Australie                  | Qudos Bank Arena                     |
| 12 août 2018               | Sydney                     | Australie                  | Qudos Bank Arena                     |
| 14 août 2018               | Brisbane                   | Australie                  | Brisbane Entertainment Centre        |
| 15 août 2018               | Brisbane                   | Australie                  | Brisbane Entertainment Centre        |
| 17 août 2018               | Brisbane                   | Australie                  | Brisbane Entertainment Centre        |
| 18 août 2018               | Brisbane                   | Australie                  | Brisbane Entertainment Centre        |
| 20 août 2018               | Brisbane                   | Australie                  | Brisbane Entertainment Centre        |
| 21 août 2018               | Brisbane                   | Australie                  | Brisbane Entertainment Centre        |
| 22 août 2018[c]            | Brisbane                   | Australie                  | Brisbane Entertainment Centre        |
| 24 août 2018[d]            | Sydney                     | Australie                  | Qudos Bank Arena                     |
| 25 août 2018               | Sydney                     | Australie                  | Qudos Bank Arena                     |
| 26 août 2018               | Sydney                     | Australie                  | Qudos Bank Arena                     |
| 28 août 2018               | Melbourne                  | Australie                  | Rod Laver Arena                      |
| 29 août 2018               | Melbourne                  | Australie                  | Rod Laver Arena                      |
| 1er septembre 2018         | Dunedin                    | Nouvelle-Zélande           | Forsyth Barr Stadium                 |
| 4 septembre 2018           | Auckland                   | Nouvelle-Zélande           | Spark Arena                          |
| 5 septembre 2018           | Auckland                   | Nouvelle-Zélande           | Spark Arena                          |
| 7 septembre 2018           | Auckland                   | Nouvelle-Zélande           | Spark Arena                          |
| 8 septembre 2018           | Auckland                   | Nouvelle-Zélande           | Spark Arena                          |
| 10 septembre 2018          | Auckland                   | Nouvelle-Zélande           | Spark Arena                          |
| 11 septembre 2018          | Auckland                   | Nouvelle-Zélande           | Spark Arena                          |
| 17 septembre 2018[e]       | Sydney                     | Australie                  | Qudos Bank Arena                     |
| 18 septembre 2018[f]       | Sydney                     | Australie                  | Qudos Bank Arena                     |
| 19 septembre 2018[g]       | Sydney                     | Australie                  | Qudos Bank Arena                     |
| Étape 3 - Amérique du Nord |                            |                            |                                      |
| 1er mars 2019              | Sunrise                    | États-Unis                 | BB&T Center                          |
| 3 mars 2019                | Tampa                      | États-Unis                 | Amalie Arena                         |
| 5 mars 2019                | Jacksonville               | États-Unis                 | Jacksonville Arena                   |
| 7 mars 2019                | Columbia                   | États-Unis                 | Colonial Life Arena                  |
| 9 mars 2019                | Charlotte                  | États-Unis                 | Spectrum Center                      |
| 10 mars 2019               | Nashville                  | États-Unis                 | Bridgestone Arena                    |
| 12 mars 2019               | Atlanta                    | États-Unis                 | Philips Arena                        |
| 14 mars 2019               | Birmingham                 | États-Unis                 | Legacy Arena                         |
| 16 mars 2019               | Bossier City               | États-Unis                 | CenturyLink Center                   |
| 17 mars 2019               | La Nouvelle-Orléans        | États-Unis                 | Smoothie King Center                 |
| 19 mars 2019               | Houston                    | États-Unis                 | Toyota Center                        |
| 21 mars 2019               | San Antonio                | États-Unis                 | AT&T Center                          |
| 23 mars 2019               | Oklahoma City              | États-Unis                 | Chesapeake Energy Arena              |
| 24 mars 2019               | Dallas                     | États-Unis                 | American Airlines Center             |
| 30 mars 2019               | Glendale                   | États-Unis                 | Gila River Arena                     |
| 1er avril 2019             | Denver                     | États-Unis                 | Pepsi Center                         |
| 3 avril 2019               | Salt Lake City             | États-Unis                 | Vivint Smart Home Arena              |
| 5 avril 2019               | Vancouver                  | Canada                     | Rogers Arena                         |
| 6 avril 2019               | Vancouver                  | Canada                     | Rogers Arena                         |
| 8 avril 2019               | Portland                   | États-Unis                 | Moda Center                          |
| 10 avril 2019              | Sacramento                 | États-Unis                 | Golden 1 Center                      |
| 12 avril 2019              | Las Vegas                  | États-Unis                 | T-Mobile Arena                       |
| 15 avril 2019              | Fresno                     | États-Unis                 | Save Mart Center                     |
| 17 avril 2019              | San José                   | États-Unis                 | SAP Center                           |
| 19 avril 2019              | Inglewood                  | États-Unis                 | The Forum                            |
| 26 avril 2019[b]           | Détroit                    | États-Unis                 | Little Caesars Arena                 |
| 27 avril 2019              | Détroit                    | États-Unis                 | Little Caesars Arena                 |
| 30 avril 2019              | Indianapolis               | États-Unis                 | Bankers Life Fieldhouse              |
| 2 mai 2019                 | Milwaukee                  | États-Unis                 | Wisconsin Center Arena               |
| 4 mai 2019                 | Fargo                      | États-Unis                 | Fargodome                            |
| 5 mai 2019                 | Saint Paul                 | États-Unis                 | Xcel Energy Center                   |
| 7 mai 2019                 | Omaha                      | États-Unis                 | CenturyLink Center Omaha             |
| 9 mai 2019                 | Lexington                  | États-Unis                 | Rupp Arena                           |
| 11 mai 2019                | Columbus                   | États-Unis                 | Schottenstein Center                 |
| 17 mai 2019[a]             | Montréal                   | Canada                     | Centre Bell                          |
| 18 mai 2019                | Montréal                   | Canada                     | Centre Bell                          |
| 21 mai 2019                | New York                   | États-Unis                 | Madison Square Garden                |
| 22 mai 2019                | New York                   | États-Unis                 | Madison Square Garden                |
| Étape 4 - Europe           |                            |                            |                                      |
| 16 juin 2019               | Amsterdam                  | Pays-Bas                   | Johan Cruyff Arena                   |
| 18 juin 2019               | Dublin                     | Irlande                    | Croke Park                           |
| 20 juin 2019               | Cardiff                    | Royaume-Uni                | Millennium Stadium                   |
| 22 juin 2019               | Glasgow                    | Royaume-Uni                | Hampden Park                         |
| 23 juin 2019               | Glasgow                    | Royaume-Uni                | Hampden Park                         |
| 25 juin 2019               | Liverpool                  | Royaume-Uni                | Annfield Stadium                     |
| 27 juin 2019               | Werchter                   | Belgique                   | Rock Werchter (festival)             |
| 29 juin 2019               | Londres                    | Royaume-Uni                | Stade de Wembley                     |
| 30 juin 2019               | Londres                    | Royaume-Uni                | Stade de Wembley                     |
| 3 juillet 2019             | Paris                      | France                     | Paris La Défense Arena               |
| 5 juillet 2019             | Cologne                    | Allemagne                  | RheinEnergieStadion                  |
| 6 juillet 2019             | Cologne                    | Allemagne                  | RheinEnergieStadion                  |
| 8 juillet 2019             | Hambourg                   | Allemagne                  | Volksparkstadion                     |
| 10 juillet 2019            | Stuttgart                  | Allemagne                  | Mercedes-Benz Arena                  |
| 12 juillet 2019            | Hanovre                    | Allemagne                  | HDI-Arena                            |
| 14 juillet 2019            | Berlin                     | Allemagne                  | Stade olympique de Berlin            |
| 20 juillet 2019            | Varsovie                   | Pologne                    | PGE Narodowy Stadium                 |
| 22 juillet 2019            | Francfort-sur-le-Main      | Allemagne                  | Deutsche Bank Park                   |
| 24 juillet 2019            | Vienne                     | Autriche                   | Stade Ernst-Happel                   |
| 26 juillet 2019            | Munich                     | Allemagne                  | Stade olympique de Munich            |
| 27 juillet 2019            | Munich                     | Allemagne                  | Stade olympique de Munich            |
| 30 juillet 2019            | Zurich                     | Suisse                     | Stade du Letzigrund                  |
| 3 août 2019                | Stockholm                  | Suède                      | Tele2 Arena                          |
| 5 août 2019                | Oslo                       | Norvège                    | Telenor Arena                        |
| 7 août 2019                | Horsens                    | Danemark                   | CASA Arena (en)                      |
| 9 août 2019                | Gelsenkirchen              | Allemagne                  | Veltins-Arena                        |
| 11 août 2019               | La Haye                    | Pays-Bas                   | Malieveld (nl)                       |
| Étape 5 - Amériques        |                            |                            |                                      |
| 16 août 2019               | Uniondale                  | États-Unis                 | Nassau Veterans Memorial Coliseum    |
| 18 août 2019[h]            | Toronto                    | Canada                     | Air Canada Centre                    |
| 19 août 2019[h]            | Toronto                    | Canada                     | Air Canada Centre                    |
| 5 octobre 2019             | Rio de Janeiro             | Brésil                     | Rock in Rio                          |
| 2 novembre 2019            | Austin                     | États-Unis                 | Grand Prix automobile des États-Unis |
| Total                      |                            |                            |                                      |

Notes au 13 mai 2019 :

a.  Initialement prévu le 23 mars 2018, le concert à Montréal a été reporté au 17 mai 2019 en raison d'une grippe qui a touché toute l'équipe de la tournée.

b.  Initialement prévu le 25 mars 2018, le concert à Détroit a été reporté au 26 avril 2019 en raison d'une grippe qui a touché toute l'équipe de la tournée.

c.  Initialement prévu le 23 août 2018, le concert à Brisbane a été avancé au 22 août 2018, pour permettre l'ajout d'une date à Sydney le 24 août. 

d.  Initialement prévu le 3 août 2018, le concert à Sydney a été reporté au 24 août 2018, en raison d'une gastro-entérite de l'artiste. 

e.  Initialement prévu le 6 août 2018, le concert à Sydney a été reporté au 17 septembre 2018, en raison d'une gastro-entérite de l'artiste. 

f.  Initialement prévu le 7 août 2018, le concert à Sydney a été reporté au 18 septembre 2018, en raison d'une gastro-entérite de l'artiste. 

g.  Initialement prévu le 9 août 2018, le concert à Sydney a été reporté au 19 septembre 2018, en raison d'une gastro-entérite de l'artiste. 

h.  Initialement prévus les 13 et 14 mai 2019, les concerts à Toronto ont été reportés aux 18 et 19 août 2019 en raison d'un rhume de l'artiste.